# Baltasar de Sousa Botelho e Vasconcelos
Baltasar de Sousa Botelho e Vasconcelos foi um administrador colonial português.
Foi governador geral da capitania do Espírito Santo, de 20 de março de 1820 a 1 de março de 1822.
Seu período de administração coincidiu com o movimento de elaboração da Independência – o mesmo que dizer: agitação ininterrupta, cessação quase completa das atividades propriamente administrativas. Era a hora em que o nativismo nacional começava a ser rudemente aferroado pelo liberalismo português. 2 Aproximava-se do desfecho a rivalidade entre brasileiros e portugueses – tão agravada pela atitude provocadora dos segundos com a vitória das armas legalistas na Revolução Pernambucana de 1817.3 Seu período de administração coincidiu com o movimento de elaboração da Independência – o mesmo que dizer: agitação ininterrupta, cessação quase completa das atividades propriamente administrativas. Era a hora em que o nativismo nacional começava a ser rudemente aferroado pelo liberalismo português. 2 Aproximava-se do desfecho a rivalidade entre brasileiros e portugueses – tão agravada pela atitude provocadora dos segundos com a vitória das armas legalistas na Revolução Pernambucana de 1817